# 蓝砂
蓝砂（Blue Grit），也称为蓝色自由党人（Blue Liberal）或商业自由党人（Business Liberal），是加拿大自由党或许多省级自由党成员或支持者中，坚持财政保守主义，支持紧缩政策和亲商业政策，同时注重社会进步的政治派别。蓝粒在财政政策上是右倾的，但在社会政策上却是左倾的。该术语也适用于原加拿大进步保守党成员转变为自由党成员者。

## 著名的自由党蓝砂派系人物
- 約翰·特納，加拿大總理（1984年）和加拿大財政部長（1972年-1975年）[10][11]
- 保罗·馬田，加拿大總理（2003年-2006年）和加拿大財政部長（1993年-2003年）[2][5]
- 約翰·曼利（英语：John Manley），加拿大副總理（2002年-2003年）, 加拿大財政部長（2002年-2003年）和加拿大工業部長（英语：Minister of Industry (Canada)）（1995年-2000年）[5][12]
- 康寶麗，現任安大略自由黨黨魁（2023年至今）和第6任密西沙加市長（2014年-2024年）[13]